# Pedro Quevedo Iturbe
Pedro Quevedo Iturbe (Caracas, 11 de març de 1956), resident a Canàries, és membre de Nueva Canarias. Fou regidor a l'ajuntament de la capital d'aquesta illa i des del 2000 diputat al Parlament de Las Palmas. Diputat al Congrés dels Diputats per la circumscripció de Gran Canària en les, desena, onzena i dotzena legislatures. També és metge cirurgià, i va ser professor de Ciències Clíniques a la Universitat de Las Palmas de Gran Canària .

## Biografia
Neix a Caracas ( Veneçuela ) l'11 de març de 1956. No obstant això, la seva infància i adolescència transcorren en Canàries i en el País Basc on resideix la seva família materna. Realitza els seus estudis universitaris a la Llacuna, on obté la llicenciatura en Medicina i Cirurgia l'any 1981 i el grau de llicenciatura en 1986 amb la qualificació d'excel·lent. Completa els seus estudis amb un doctorat en Microbiologia Clínica, un màster en direcció i gestió sanitària i múltiples cursos d'actualització. És metge d'Atenció Primària del SCS i professor associat a temps parcial de Salut Pública al departament de Ciències Clíniques de la ULPGC des de 1994. Va exercir el càrrec de Secretari Gral. Del Col·legi Oficial de Metges de Girona des de 1983 a 1997.

### Carrera política
Inicia la seva participació en l'activitat política, vinculat a organitzacions canàries de caràcter progressista, en l'etapa universitària. Va participar en la fundació de Poble Canari Unit i ha continuat vinculat al moviment nacionalistes i progressistes a les Canàries des de llavors. Va ser membre fundador del Sindicat Canari de la Salut, de l'Organització Canària en defensa de la Salut, així com president de l'Associació de metges interins de canàries i de l'Associació Fòrum Bentayga. Del 2000 al 2003, va ser portaveu del govern canari. Ha estat membre del Parlament Canari i conseller de política social i de salut del Cabildo de Gran Canària. Des del 22 de maig de 2011, ha estat regidor municipal de Las Palmas de Gran Canaria. El 20 de novembre de 2011 , va ser elegit diputat per a Las Palmas al Congrés dels Diputats i posteriorment, va ser soci electoral del PSOE en les eleccions de 2015 i 2016, sent reelegit. L'acord entre els dos consistia bàsicament en què NC recolzés a la candidatura del PSOE per la Presidència del Govern, però respectant després "l'autonomia de cada organització". No obstant això, NC va donar suport al PP en la votació de la Llei Pressupostos de l'Estat al maig de 2017. 